# Charybdis (chi cua)
Charybdis là một chi cua bơi trong họ Portunidae; tên gọi của chi này được lấy từ điển tích thần thoại Hy Lạp Charybdis

## Các loài
Hiện hành chi này có các loài sau:
Phân chi  Charybdis (Charybdis) De Haan, 1833
- Charybdis acuta (A. Milne-Edwards, 1869)
- Charybdis acutidens Türkay, 1986
- Charybdis affinis Dana, 1852
- Charybdis amboinensis Leene, 1938
- Charybdis anisodon (De Haan, 1850)
- Charybdis annulata (Fabricius, 1798)
- Charybdis beauforti Leene & Buitendijk, 1949
- Charybdis brevispinosa Leene, 1937
- Charybdis callianassa (Herbst, 1789)
- Charybdis cookei Rathbun, 1923
- Charybdis crosnieri Spiridonov & Türkay, 2001
- Charybdis curtilobus Stephenson & Rees, 1967
- Charybdis demani Leene, 1937
- Charybdis feriata (Linnaeus, 1758)
- Charybdis gordonae Shen, 1934
- Charybdis granulata (De Haan, 1833)
- Charybdis hawaiensis Edmondson, 1954
- Charybdis hellerii (A. Milne-Edwards, 1867)
- Charybdis heterodon Nobili, 1905
- Charybdis holosericus (Fabricius, 1787)
- Charybdis ihlei Leene & Buitendijk, 1949
- Charybdis incisa Rathbun, 1923
- Charybdis japonica (A. Milne-Edwards, 1861)
- Charybdis jaubertensis Rathbun, 1924
- Charybdis javaensis Zarenkov, 1970
- Charybdis lucifera (Fabricius, 1798)
- Charybdis meteor Spiridonov & Türkay, 2001
- Charybdis miles (De Haan, 1835)
- Charybdis natator (Herbst, 1794)
- Charybdis orientalis Dana, 1852
- Charybdis padadiana Ward, 1941
- Charybdis philippinensis Ward, 1941
- Charybdis rathbuni Leene, 1938
- Charybdis riversandersoni Alcock, 1899
- Charybdis rosea (Hombron & Jacquinot, 1846)
- Charybdis rostrata (A. Milne-Edwards, 1861)
- Charybdis rufodactylus Stephenson & Rees, 1968
- Charybdis sagamiensis Parisi, 1916
- Charybdis salehensis Leene, 1938
- Charybdis seychellensis Crosnier, 1984
- Charybdis spinifera (Miers, 1884)
- Charybdis vannamei Ward, 1941
- Charybdis variegata (Fabricius, 1798)
- Charybdis yaldwyni Rees & Stephenson, 1967

Phụ chi Charybdis (Goniohellenus) Alcock, 1899
- Charybdis curtidentata Stephenson, 1967
- Charybdis hongkongensis Shen, 1934
- Charybdis hoplites (Wood-Mason, 1877)
- Charybdis longicollis Leene, 1938
- Charybdis omanensis Leene, 1938
- Charybdis ornata (A. Milne-Edwards, 1861)
- Charybdis padangensis Leene & Buitendijk, 1952
- Charybdis philippinensis Ward, 1941
- Charybdis pusilla Alcock, 1899
- Charybdis smithii MacLeay, 1838
- Charybdis truncata (Fabricius, 1798)
- Charybdis vadorum Alcock, 1899

Phụ chi Charybdis (Gonioneptunus) Ortmann, 1894
- Charybdis africana Shen, 1935
- Charybdis bimaculata (Miers, 1886)
- Charybdis orlik Zarenkov, 1970

Phụ chi Charybdis (Goniosupradens) Leene, 1938
- Charybdis acutifrons (De Man, 1879)
- Charybdis erythrodactyla (Lamarck, 1818)
- Charybdis obtusifrons Leene, 1937

Incertae sedis
- Charybdis paucidentata (A. Milne-Edwards)
- Charybdis sexdentata (Herbst, 1783)